# Burning House of Love
Burning House of Love – singel zespołu X wydany w 1985 roku przez firmę Elektra Records.

## Lista utworów
1. Burning House of Love
2. Love Shack

## Skład
- Exene Cervenka – wokal
- Billy Zoom – gitara
- John Doe – wokal, gitara basowa
- D.J. Bonebrake – perkusja